# Зіябар
Зіябар (перс. ضيابر) — село в Ірані, у дегестані Зіябар, у Центральному бахші, шагрестані Совмее-Сара остану Ґілян. За даними перепису 2006 року, його населення становило 3388 осіб, що проживали у складі 970 сімей.

## Клімат
Середня річна температура становить 14,16 °C, середня максимальна – 28,07 °C, а середня мінімальна – -0,54 °C. Середня річна кількість опадів – 834 мм.
| Клімат поселення                              | Клімат поселення | Клімат поселення | Клімат поселення | Клімат поселення | Клімат поселення | Клімат поселення | Клімат поселення | Клімат поселення | Клімат поселення | Клімат поселення | Клімат поселення | Клімат поселення | Клімат поселення |
| Показник                                      | Січ.             | Лют.             | Бер.             | Квіт.            | Трав.            | Черв.            | Лип.             | Серп.            | Вер.             | Жовт.            | Лист.            | Груд.            |                  |
| Середній максимум, °C                         | 9,35             | 9,69             | 12,02            | 17,69            | 22,26            | 25,24            | 28,07            | 27,74            | 23,58            | 20,99            | 16,62            | 12,15            |                  |
| Середня температура, °C                       | 4,40             | 4,75             | 7,08             | 12,77            | 17,30            | 20,29            | 23,76            | 23,42            | 19,27            | 16,69            | 12,31            | 7,85             |                  |
| Середній мінімум, °C                          | −0,54            | −0,2             | 2,15             | 7,81             | 12,37            | 15,36            | 19,45            | 19,11            | 14,94            | 12,36            | 7,99             | 3,54             |                  |
| Норма опадів, мм                              | 85               | 68               | 69               | 53               | 38               | 24               | 14               | 38               | 85               | 129              | 108              | 123              |                  |
| Середньомісячна швидкість вітру, м/с          | 2.30             | 2.40             | 2.40             | 2.30             | 2.30             | 2.60             | 2.58             | 2.40             | 2.20             | 2.08             | 2.00             | 2.03             |                  |
| Середньомісячна сонячна радіація, кДж/м²·день | 6843             | 9060             | 11171            | 15828            | 20172            | 22927            | 23730            | 20033            | 16366            | 11106            | 8496             | 6514             |                  |
| --------------------------------------------- | ---------------- | ---------------- | ---------------- | ---------------- | ---------------- | ---------------- | ---------------- | ---------------- | ---------------- | ---------------- | ---------------- | ---------------- | ---------------- |
| Джерело:                                      |                  |                  |                  |                  |                  |                  |                  |                  |                  |                  |                  |                  |                  |